# Chlistov, Klatovy
Chlistov là một làng thuộc huyện Klatovy, vùng Plzeňský, Cộng hòa Séc.